# Homofobia (película)
Homofobia (título original: Homophobia) es un cortometraje austríaco de 2012 dirigido por Gregor Schmidinger y producido por Schmidinger y Julian Wiehl. La película se estrenó en Viena el 11 de mayo de 2012 y se publicó en Internet el 14 de mayo del mismo año como contribución al Día Internacional contra la Homofobia, la Transfobia y la Bifobia, celebrado el día 17 de mayo de forma anual. El corto está protagonizado por Michael Glantschnig, Josef Mohamed, Günther Sturmlechner y Harald Bodingbauer.  

## Sinopsis
La película, ambientada en la década de 1990 durante el solsticio de invierno, relata la historia de un joven soldado austriaco, Michael (interpretado por Glantschnig), quien intenta suicidarse utilizando un arma de fuego debido al acoso que recibe por su homosexualidad, durante una guardia en la frontera austro-húngara en la última noche de su servicio militar de siete semanas.

## Reparto
- Michael Glantschnig es Michael
- Josef Mohamed es Raphael
- Günther Sturmlechner es Jürgen
- Harald Bodingbauer es el comandante

## Producción

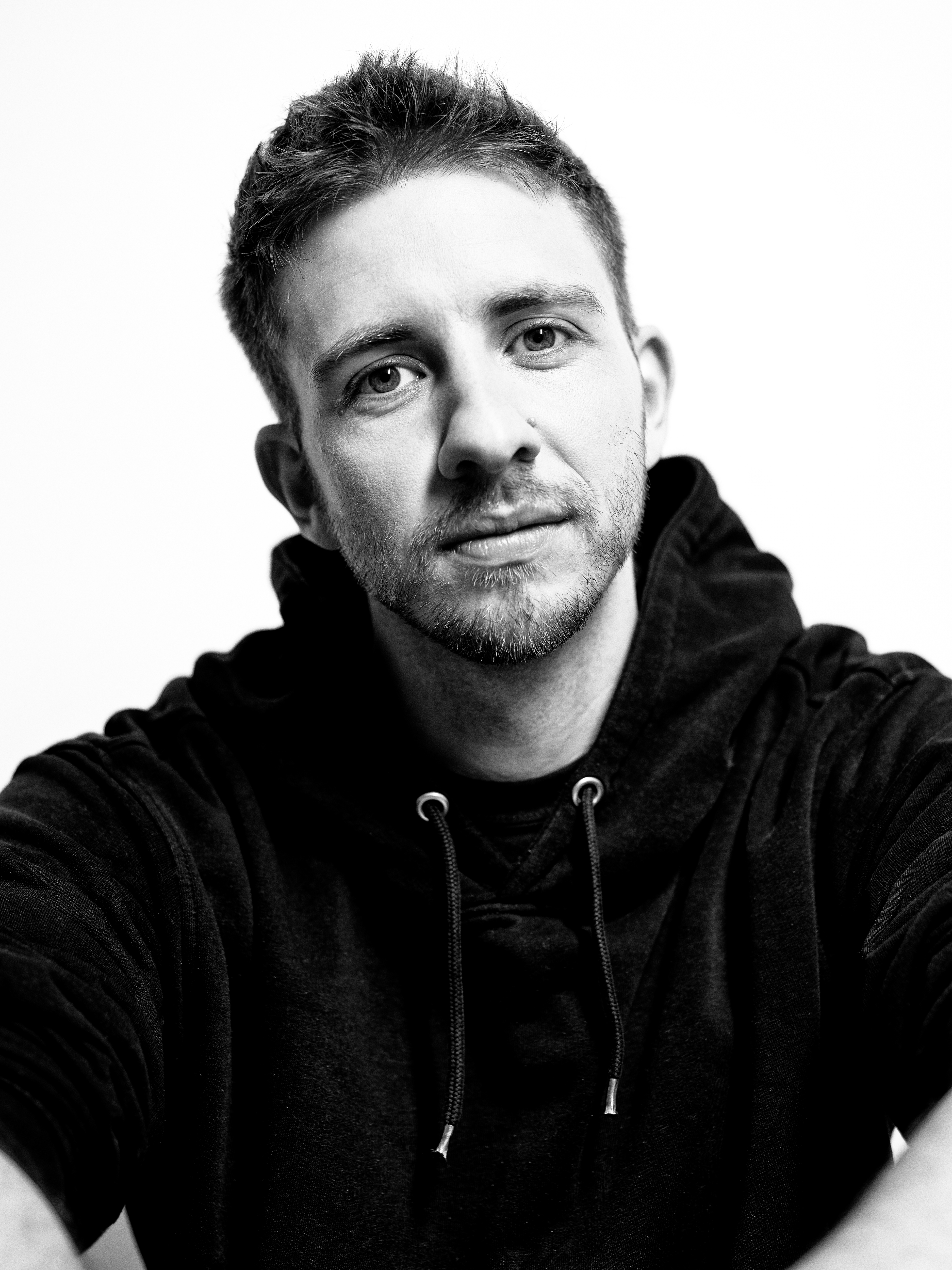
El director Gregor Schmidinger (en la imagen) ha abordado la temática LGBTI en varias de sus producciones.

Antes del lanzamiento de Homofobia, el director Gregor Schmidinger estrenó el cortometraje de temática gay The Boy Next Door en 2008. Una de sus inspiraciones para escribir la historia de Homofobia fue el suicidio de Jamey Rodemeyer en 2011, atribuido al acoso escolar debido a su homosexualidad. Procedió a realizar una convocatoria de casting online, en la que los actores interesados en participar en la película enviaban vídeos «motivacionales» en los que explicaban por qué deseaban formar parte del reparto. Aunque el título del cortometraje fue considerado genérico por el público, Schmidinger lo defendió porque «ofrece una forma de llegar a un público más amplio con una sola palabra: la optimización de los motores de búsqueda se une al arte».
Para el rodaje, se eligió una cámara Canon EOS C300 por su capacidad para filmar escenas con poca luz y por su nivel de nitidez. Para algunas secuencias con escasa luz se utilizaron camiones con generadores eléctricos. Con el apoyo del alcalde local, la película se rodó en una antigua fábrica de tabaco de Linz que había sido reutilizada para albergar producciones cinematográficas y artísticas, y en los bosques que la rodean.
El dinero para la producción de la película se recaudó a través del sitio web de micromecenazgo Indiegogo, donde se donaron 10.100 dólares en 69 días. Las personas que hicieron donaciones fueron invitadas a formar parte «dinámica» del proyecto y a visitar un foro de Facebook, donde podían revisar la producción en curso y hacer sugerencias. El proyecto también contó con el apoyo financiero de la organización Queeren Kleinprojektetopf de Viena. Los ingresos de taquilla se donaron al proyecto It Gets Better.
En un principio, Homofobia iba a tener un final feliz, pero Schmidinger lo eliminó. Confesó en una entrevista: «Un final cursi estaba fuera de mi alcance [...] Los finales felices de las películas nunca suceden en la vida real. Aun así, creo y espero que el público se quede con una sensación positiva al final de la película». Se reveló que la escena final iba a presentar a los protagonistas Michael y Raphael reuniéndose como amigos en una estación de tren tras su servicio militar, en lugar del final original, que presenta a Michael tratando de suicidarse con su arma.

## Estreno y recepción
El estreno de Homofobia ocurrió durante un acto especial en la sala de cine Gartenbaukino de Viena el 11 de mayo de 2012. Entre el público se encontraba el reparto del filme, activistas y medios de comunicación. El corto se subió al canal de YouTube de Schmidinger el 14 de mayo de 2012 como contribución al Día Internacional contra la Homofobia, la Transfobia y la Bifobia, celebrado el 17 de mayo. También estaba destinado a ser proyectado en las escuelas para «facilitar un diálogo sobre la homofobia y la autoaceptación», y fue presentado en algunos festivales de cine.
La respuesta al «abrupto» y «sombrío» final fue principalmente negativa. Georg Csarmann, del portal Short of the Week, destacó la importancia del cortometraje al afirmar: «Aunque el tema del miedo, la persecución y la salida del armario es un terreno trillado en el cine gay, Homofobia toma esta importante temática y, al contar una historia dramática, intensa y convincente centrada en un único personaje principal, lo universaliza con éxito».

## Controversia
En una de las escenas del cortometraje que se desarrolla en un baño se puede ver a un hombre en segundo plano conocido como Harald Z. El sujeto había sido detenido ese mismo mes por glorificar a Adolf Hitler, haciéndose pasar por él en la localidad de Braunau am Inn, un delito punible en Austria. Al ser entrevistado por la revista Vice, Schmidinger respondió: «Creemos que es él. En realidad, no lo conocemos y no tuvimos contacto con él después del estreno en 2012. En ese momento, buscamos extras en Internet y él apareció. Estamos un poco perplejos». Harald Z. está acreditado como parte del reparto de la película.